# Clockwork Angels Tour
Il Clockwork Angels Tour è il ventunesimo tour ufficiale della band canadese Rush.

## Storia
Tour promozionale a sostegno dell'omonimo studio album, il Clockwork Angels Tour è strutturato in due distinte parti: la prima che si sviluppa tra Canada e Stati Uniti nel periodo settembre/dicembre 2012 con 35 show; la seconda nel periodo aprile/agosto 2013 con 37 esibizioni, che prevede nuovamente alcuni spettacoli negli USA e Canada e una decina di date europee (tra le quali vanno evidenziate la partecipazione a alcuni festival musicali, dove il gruppo ha sempre partecipato come attrazione principale: al “Sweden Rock Festival” in Europa, al "Summerfest" negli Stati Uniti, ed ai canadesi "Ottawa Bluesfest" e "Festival d'été de Québec", a distanza di quasi un ventennio dall'ultima esibizione del gruppo nell'ambito di un festival musicale fuori dal Canada, avvenuta durante il Grace Under Pressure Tour).
Le date di Phoenix e Dallas di novembre 2012 sono state registrate per realizzare un DVD pubblicato nel corso del 2013.
La data del 24 luglio 2013, originariamente programmata a Calgary, ma annullata a causa di un violento nubifragio, è stata rimpiazzata da un'esibizione alternativa eseguita sempre in Alberta, a Red Deer, e parte dell'incasso è stato devoluto alla riparazione dei danni causati dall'inondazione.
Come sempre lo show (denominato “An Evening with Rush”), che è molto ricco anche dal punto di vista visivo grazie a giochi di luce e laser, effetti pirotecnici e filmati vari, è strutturato in due parti separate da un intervallo centrale, per un totale di circa 3 ore di spettacolo; non sono presenti gruppi di apertura.
Per la prima volta nella loro storia per questa serie di spettacoli i Rush condividono il palco con altri strumentisti: infatti nella seconda parte del concerto una sezione d'archi di 8 elementi, la Clockwork Angels String Ensemble, accompagna la band nell'esecuzione di gran parte dei pezzi.
Nel corso del 2012 il tour registra un incasso di oltre 27 milioni di dollari nel Nord America per 35 spettacoli, piazzandosi al 33º posto tra le tournée più redditizie secondo la classifica stilata da Pollstar. La seconda parte del tour tenutasi nel 2013 - sempre considerando il solo Nord America ed escludendo i festival di Ottawa e di Québec - frutta un incasso complessivo di 14,9 milioni per 25 repliche, fermandosi alla 62ª posizione. Il Clockwork Angels Tour attira complessivamente circa 700.000 spettatori.
Il Clockwork Angels Tourbook - che contiene la discografia completa, varie fotografie, schede sui singoli componenti del gruppo, informazioni sullo staff al seguito del tour e un testo descrittivo del nuovo album curato da Neil Peart - presenta un'originale copertina che, anziché riprendere la grafica del nuovo album, richiama palesemente quella di Signals commemorandone così il trentennale dalla pubblicazione. Il Tourbook è disponibile in due diverse edizioni, ognuna abbinata a una leg del tour (2012 o 2013); la seconda differisce dalla prima per l'aggiunta di vari scatti fotografici derivanti dal Clockwork Angels Tour, e dalla copertina, leggermente diversa.

## Formazione
- Geddy Lee – basso elettrico, voce, tastiere, bass pedals
- Alex Lifeson – chitarra elettrica, chitarra acustica, bass pedals, tastiere, cori
- Neil Peart – batteria, percussioni, percussioni elettroniche

### Altri musicisti
- Joel Derouin: violino
- Gerry Hilera: violino
- Jonathan Dinklage: violino
- Entcho Tudorov: violino
- Mario De Leon: violino
- Audrey Solomon: violino
- Hiroko Taguchi: violino
- Jacob Szekely: violoncello
- Adele Stein: violoncello

## Scaletta
La scaletta per questo tour è piuttosto originale: oltre a numerosi pezzi provenienti dal nuovo album, concentrati nella seconda parte dello spettacolo ed accompagnati dalla sezione d'archi, vengono proposti molti brani anni ottanta, lasciando di conseguenza poco spazio ai principali classici del repertorio della band, rappresentati con soli 3-4 pezzi. L'assolo di batteria di Peart, punto fermo delle esibizioni live della band, non è eseguito in un'unica sessione ma suddiviso in tre parti distinte sparse in vari momenti dello show. Il filmato introduttivo dello spettacolo, chiamato Gearing Up vede la partecipazione dei tre Rush come attori, così come la seconda, chiamata The Appointment, e quella conclusiva, Office of the Watchmaker.
La set list proposta durante il tour prevede due distinte versioni che si alternano tra loro di serata in serata e denominate Night A e Night B; queste si differenziano per la presenza di alcuni brani diversi, nello specifico The Body Electric (scaletta A) viene sostituita da Midletown Dreams (scaletta B), Bravado (A) da The Pass (B), Seven Cities of Gold (A) da Wish Them Well (B) e Manhattan Project (A) da Dreamline (B).
Sia l'una sia l'altra scaletta, prima di trovare la propria forma definitiva, ha subìto degli aggiustamenti, così i primi concerti sono leggermente diversi rispetto a quelli proposti successivamente: per la Night A la prima data del tour ha visto l'esecuzione di Wish Them Well anziché Seven Cities of Gold, Working Man al posto di The Spirit of Radio, quest'ultima ha invece sostituito 2112. Nella terza data (cioè la seconda esecuzione per la Night A) l'unica modifica apportata è stata la sostituzione di The Spirit of Radio con Working Man. A partire dallo show di Chicago del 15 settembre la scaletta A ha preso la sua forma definitiva, nei concerti di Buffalo, Las Vegas, Houston, Austin,  Nashville, Atlantic City, Amsterdam, Hershey, Grand Rapids, Québec (dove il concerto è stato interrotto a causa delle cattive condizioni meteo dal brano Manhattan Project in poi), nel primo show di Halifax ed in quelli di Red Deer e Denver però Limelight ha sostituito The Body Electric, sempre a Houston anziché Manhattan Project è stata eseguita Dreamline, invece nello spettacolo di Dallas Dreamline ha preso il posto di Manhattan Project e Wish Them Well è stata aggiunta nella setlist. La Night B nella sua prima rappresentazione (concerto del 9 settembre) ha visto l'esecuzione di Seven Cities of Gold al posto di Carnies e di Working Man anziché The Spirit of Radio. Nelle due date del 13 e 18 settembre (seconda e terza prestazione con scaletta B) è stata inserita nuovamente Working Man al posto di The Spirit of Radio. Dal concerto di Saint Louis in avanti anche la Night B ha assunto la sua forma definitiva, tuttavia nello show di Boston è stata eseguita Seven Cities of Gold al posto di Wish Them Well, mentre in quelli di Atlanta, Anaheim, Uncasville, Glasgow, Helsinki, Tinley Park, Hamilton, nella seconda esibizione ad Halifax e negli show di Salt Lake City e Kansas City Limelight ha sostituito Middletown Dreams, in quelli di Phoenix e San Antonio Manhattan Project ha preso il posto di Dreamline.
La setlist proposta durante lo "Sweden Rock Festival" è stata ridotta a circa due ore di show; sono stati esclusi i brani alternati tra le scalette A e B, Force Ten, Territories, The Wreckers, Halo Effect, The Percussor, mentre è stata eseguita Limelight. Durante lo show presso l'"Ottawa Bluesfest" è stata eseguita la medesima scaletta abbreviata, con l'aggiunta di The Wreckers.
- Introduzione (filmato “Gearing Up”)
- Subdivisions
- The Big Money
- Force Ten (non eseguita l'8 giugno e l'8 luglio)
- Grand Designs
- The Body Electric (Night A) (non eseguita l'8 giugno e l'8 luglio; sostituita da Limelight nelle date del 26 ottobre, 23 novembre, 2 dicembre, 23 aprile, 1°, 11 maggio, 2, 21, 30 giugno, 12, 24 luglio, 2 agosto)
- Middletown Dreams (Night B) (non eseguita l'8 giugno e l'8 luglio; sostituita da Limelight nelle date 1°, 17 novembre, 9, 30 maggio, 10, 28 giugno, 6, 14, 31 luglio, 4 agosto)
- Limelight (solo il 26 ottobre, 1°, 17 e 23 novembre, 2 dicembre, 23 aprile, 1°, 9, 11 e 30 maggio, 2, 8, 10, 21, 28 e 30 giugno, 6, 12, 14, 24 e 31 luglio, 2 e 4 agosto)
- Territories (non eseguita l'8 giugno e l'8 luglio)
- Analog Kid
- Bravado (Night A) (non eseguita l'8 giugno e l'8 luglio)
- The Pass (Night B) (non eseguita l'8 giugno e l'8 luglio)
- Where's My Thing? / Here It Is! (assolo di batteria 1)
- Far Cry

(intervallo)
- Introduzione (filmato “The Appointment”)
- Caravan
- Clockwork Angels
- The Anarchist
- Carnies (sostituita da Seven Cities of Gold nella prima data con scaletta B del tour)
- The Wreckers (non eseguita l'8 giugno)
- Headlong Flight / Drumbastica (assolo di batteria 2)
- Halo Effect (non eseguita l'8 giugno e l'8 luglio)
- Seven Cities Of Gold (Night A tranne data del 7 settembre, 8 giugno e l'8 luglio e data del 24 ottobre con scaletta B)
- Wish Them Well (Night B tranne data del 24 ottobre, 8 giugno e l'8 luglio e date del 7 settembre e 28 novembre con scaletta A)
- The Garden
- Manhattan Project (Night A tranne data del 28 novembre, 2 dicembre, 8 giugno, 8 e 10 luglio e date del 25 e 30 novembre con scaletta B)
- Dreamline (Night B  tranne date del 25 e 30 novembre, 8 giugno e l'8 luglio e data del 28 novembre e 2 dicembre con scaletta A)
- The Percussor (assolo di batteria 3) (non eseguita l'8 giugno, 8 e 10 luglio)
- Red Sector A (non eseguita il 10 luglio)
- YYZ (non eseguita il 10 luglio)
- The Spirit of Radio  (sostituita da Working Man il 7, 9, 11, 13, 18 settembre; non eseguita il 10 luglio)
- Working Man (solo il 7, 9, 11, 13, 18 settembre)
- bis: Tom Sawyer (non eseguita il 10 luglio)
- bis: 2112 (Overture, The Temples of Syrinx e Grand Finale) (sostituita da The Spirit of Radio solo nella prima data del tour; non eseguita il 10 luglio)
- Outro (filmato “Office of the Watchmaker”)

## Date
Calendario completo del tour
| Prima Leg                                                                       |                 |                       |                                             | |
| Data                                                                            | Città           | Paese                 | Luogo                                       | Note                                                                                                 |
| 7 settembre 2012                                                                | Manchester      | Stati Uniti d'America | Verizon Wireless Arena                      | Night A (1)                                                                                          |
| 9 settembre 2012                                                                | Washington      | Stati Uniti d'America | Jiffy Lube Live Amphitheater                | Night B (1)                                                                                          |
| 11 settembre 2012                                                               | Pittsburgh      | Stati Uniti d'America | Consol Energy Center                        | Night A (1)                                                                                          |
| 13 settembre 2012                                                               | Indianapolis    | Stati Uniti d'America | Banker's Life Fieldhouse                    | Night B (1)                                                                                          |
| 15 settembre 2012                                                               | Chicago         | Stati Uniti d'America | United Center                               | Night A                                                                                              |
| 18 settembre 2012                                                               | Detroit         | Stati Uniti d'America | Palace of Auburn Hills                      | Night B (1)                                                                                          |
| 20 settembre 2012                                                               | Columbus        | Stati Uniti d'America | Nationwide Arena                            | Night A                                                                                              |
| 22 settembre 2012                                                               | Saint Louis     | Stati Uniti d'America | Scottrade Center                            | Night B                                                                                              |
| 24 settembre 2012                                                               | Minneapolis     | Stati Uniti d'America | Target Center                               | Night A                                                                                              |
| 26 settembre 2012                                                               | Winnipeg        | Canada                | MTS Center                                  | Night B                                                                                              |
| 28 settembre 2012                                                               | Saskatoon       | Canada                | Credit Union Center                         | Night A                                                                                              |
| 30 settembre 2012                                                               | Edmonton        | Canada                | Rexall Place                                | Night B                                                                                              |
| 10 ottobre 2012                                                                 | Bridgeport      | Stati Uniti d'America | Webster Bank Arena                          | Night A                                                                                              |
| 12 ottobre 2012                                                                 | Filadelfia      | Stati Uniti d'America | Wells Fargo Center                          | Night B                                                                                              |
| 14 ottobre 2012                                                                 | Toronto         | Canada                | Air Canada Center                           | Night A                                                                                              |
| 16 ottobre 2012                                                                 | Toronto         | Canada                | Air Canada Center                           | Night B                                                                                              |
| 18 ottobre 2012                                                                 | Montréal        | Canada                | Bell Centre                                 | Night A                                                                                              |
| 20 ottobre 2012                                                                 | Newark          | Stati Uniti d'America | Prudential Center                           | Night B                                                                                              |
| 22 ottobre 2012                                                                 | Brooklyn        | Stati Uniti d'America | Barclays Center                             | Night A                                                                                              |
| 24 ottobre 2012                                                                 | Boston          | Stati Uniti d'America | TD Garden                                   | Night B (1)                                                                                          |
| 26 ottobre 2012                                                                 | Buffalo         | Stati Uniti d'America | First Niagara Center                        | Night A (1)                                                                                          |
| 28 ottobre 2012                                                                 | Cleveland       | Stati Uniti d'America | Quicken Loans Arena                         | Night B                                                                                              |
| 30 ottobre 2012                                                                 | Charlotte       | Stati Uniti d'America | Time Warner Cable Arena                     | Night A                                                                                              |
| 1º novembre 2012                                                                | Atlanta         | Stati Uniti d'America | Verizon Wireless Ampitheater                | Night B (1)                                                                                          |
| 3 novembre 2012                                                                 | Tampa           | Stati Uniti d'America | 1 - 800 - ASK - GARY Ampitheater            | Night A                                                                                              |
| 13 novembre 2012                                                                | Seattle         | Stati Uniti d'America | Key Arena                                   | Night B                                                                                              |
| 15 novembre 2012                                                                | San Jose        | Stati Uniti d'America | HP Pavillion                                | Night A                                                                                              |
| 17 novembre 2012                                                                | Anaheim         | Stati Uniti d'America | Honda Center                                | Night B (1)                                                                                          |
| 19 novembre 2012                                                                | Los Angeles     | Stati Uniti d'America | Gibson Ampitheater                          | Night A                                                                                              |
| 21 novembre 2012                                                                | San Diego       | Stati Uniti d'America | Valley View Casino Center                   | Night B                                                                                              |
| 23 novembre 2012                                                                | Las Vegas       | Stati Uniti d'America | MGM Grand Garden Arena                      | Night A (1)                                                                                          |
| 25 novembre 2012                                                                | Phoenix         | Stati Uniti d'America | US Airways Center                           | Night B (1) registrazioni per Clockwork Angels Tour album e video.                                   |
| 28 novembre 2012                                                                | Dallas          | Stati Uniti d'America | American Airlines Center                    | Night A (1) registrazioni per Clockwork Angels Tour album e video.                                   |
| 30 novembre 2012                                                                | San Antonio     | Stati Uniti d'America | AT&T Center                                 | Night B (1)                                                                                          |
| 2 dicembre 2012                                                                 | Houston         | Stati Uniti d'America | Toyota Center                               | Night A (1)                                                                                          |
| Seconda Leg                                                                     |                 |                       |                                             | |
| Data                                                                            | Città           | Paese                 | Luogo                                       | Note                                                                                                 |
| 23 aprile 2013                                                                  | Austin          | Stati Uniti d'America | Frank Erwin Center                          | Night A (1)                                                                                          |
| 26 aprile 2013                                                                  | Fort Lauderdale | Stati Uniti d'America | BB&T Center                                 | Night A                                                                                              |
| 28 aprile 2013                                                                  | Orlando         | Stati Uniti d'America | Amway Center                                | Night B                                                                                              |
| 1º maggio 2013                                                                  | Nashville       | Stati Uniti d'America | Bridgestone Arena                           | Night A (1)                                                                                          |
| 3 maggio 2013                                                                   | Raleigh         | Stati Uniti d'America | PNC Arena                                   | Night A                                                                                              |
| 5 maggio 2013                                                                   | Virginia Beach  | Stati Uniti d'America | Farm Bureau Live at Virginia Beach          | Night B                                                                                              |
| 7 maggio 2013                                                                   | Baltimora       | Stati Uniti d'America | 1st Mariner Arena                           | Night A                                                                                              |
| 9 maggio 2013                                                                   | Uncasville      | Stati Uniti d'America | Mohegan Sun                                 | Night B (1)                                                                                          |
| 11 maggio 2013                                                                  | Atlantic City   | Stati Uniti d'America | Etess Arena                                 | Night A (1)                                                                                          |
| 22 maggio 2013                                                                  | Manchester      | Inghilterra           | MEN Arena                                   | Night B                                                                                              |
| 24 maggio 2013                                                                  | Londra          | Inghilterra           | O2 Arena                                    | Night A                                                                                              |
| 26 maggio 2013                                                                  | Birmingham      | Inghilterra           | LG Arena                                    | Night B                                                                                              |
| 28 maggio 2013                                                                  | Sheffield       | Inghilterra           | Motorpoint Arena                            | Night A                                                                                              |
| 30 maggio 2013                                                                  | Glasgow         | Scozia                | SECC Arena                                  | Night B (1)                                                                                          |
| 2 giugno 2013                                                                   | Amsterdam       | Paesi Bassi           | Ziggo Dome                                  | Night A (1)                                                                                          |
| 4 giugno 2013                                                                   | Colonia         | Germania              | Lanxess Arena                               | Night B                                                                                              |
| 6 giugno 2013                                                                   | Berlino         | Germania              | O2 World Arena                              | Night A                                                                                              |
| 8 giugno 2013                                                                   | Sölvesborg      | Svezia                | Norje Havsbad, Sweden Rock Festival         | scaletta ridotta con Kreator, Accept, Skid Row, Paradise Lost                                        |
| 10 giugno 2013                                                                  | Helsinki        | Finlandia             | Hartwell Arena                              | Night B (1)                                                                                          |
| 21 giugno 2013                                                                  | Hershey         | Stati Uniti d'America | Giant Center                                | Night A (1)                                                                                          |
| 23 giugno 2013                                                                  | Wantagh         | Stati Uniti d'America | Nikon at Jones Beach Theater                | Night B                                                                                              |
| 25 giugno 2013                                                                  | Saratoga        | Stati Uniti d'America | Saratoga Performing Arts Center             | Night A                                                                                              |
| 28 giugno 2013                                                                  | Tinley Park     | Stati Uniti d'America | First Midwest Bank Amphitheatre             | Night B (1)                                                                                          |
| 30 giugno 2013                                                                  | Grand Rapids    | Stati Uniti d'America | Van Andel Arena                             | Night A (1)                                                                                          |
| 2 luglio 2013                                                                   | Cincinnati      | Stati Uniti d'America | Riverbend Music Center                      | Night B                                                                                              |
| 4 luglio 2013                                                                   | Milwaukee       | Stati Uniti d'America | Marcus Amphitheater, Summerfest             | Night A                                                                                              |
| 6 luglio 2013                                                                   | Hamilton        | Canada                | Copps Coliseum                              | Night B (1)                                                                                          |
| 8 luglio 2013                                                                   | Ottawa          | Canada                | Lebreton Flats Park, Ottawa Bluesfest       | scaletta ridotta con Mother Mother, Cadence Weapon e altri                                           |
| 10 luglio 2013                                                                  | Québec          | Canada                | Plains of Abraham, Festival d'été de Québec | Night A (1) show interrotto per avverse condizioni meteo con The Jon Spencer Blues Explosion e altri |
| 12 luglio 2013                                                                  | Halifax         | Canada                | Metro Centre                                | Night A (1)                                                                                          |
| 14 luglio 2013                                                                  | Halifax         | Canada                | Metro Centre                                | Night B (1)                                                                                          |
| 24 luglio 2013                                                                  | Red Deer        | Canada                | ENMAX Centrium                              | Night A (1)                                                                                          |
| 26 luglio 2013                                                                  | Vancouver       | Canada                | Pepsi Live at Rogers Arena                  | Night B                                                                                              |
| 28 luglio 2013                                                                  | Portland        | Stati Uniti d'America | Sleep Country Amphitheater                  | Night A                                                                                              |
| 31 luglio 2013                                                                  | Salt Lake City  | Stati Uniti d'America | USANA Amphitheatre                          | Night B (1)                                                                                          |
| 2 agosto 2013                                                                   | Denver          | Stati Uniti d'America | Pepsi Center                                | Night A (1)                                                                                          |
| 4 agosto 2013                                                                   | Kansas City     | Stati Uniti d'America | Sprint Center                               | Night B (1)                                                                                          |
| (1): date dove sono state apportate modifiche rispetto alla scaletta principale |                 |                       |                                             | |

All'elenco sopra esposto va aggiunto un evento particolare non incluso nel calendario del tour:
- 18 aprile 2013: Nokia Theatre, Los Angeles (Stati Uniti d'America), introduzione nella "Rock and Roll Hall of Fame". I Rush vengono presentati da Dave Grohl e Taylor Hawkins dei Foo Fighters, che eseguono anche l'Overture di 2112 assieme a Nick Raskulinecz, l'attuale produttore dei Rush; a questi nel finale si aggiungono i Rush sul palcoscenico, i quali cominciano la loro esibizione.
  - brani eseguiti: Tom Sawyer e The Spirit of Radio, ed, in jam session con altri artisti, Crossroads, il classico dei Cream.
Testimonianza integrale di questo evento si trova nel cofanetto R40, disco bonus.

## Documentazione
Riguardo al Clockwork Angels Tour sono reperibili le seguenti testimonianze audio, video e cartacee:
- Clockwork Angels Tour, album live del 2013.
- Clockwork Angels Tour, video concerto del 2013.
- Clockwork Angels Tourbook, disponibile in 2 edizioni.